# Al Ulbrickson
Alvin Edmund "Al" Ulbrickson Jr. (ur. 10 października 1930 w Seattle, zm. 6 lipca 2012 tamże) – amerykański wioślarz, brązowy medalista olimpijski.
Wystąpił na igrzyskach olimpijskich w Helsinkach w 1952 roku, gdzie osada USA w składzie: Carl Lovsted, Al Ulbrickson, Richard Wahlstrom, Matt Leanderson i Al Rossi (sternik) zdobyła brązowy medal w czwórkach ze sternikiem. W finale o 3,6 sekundy przegrali z osadą Czechosłowacji, a o 0,5 sekundy lepsi byli Szwajcarzy. Był to jego jedyny start olimpijski.
Kształcił się na University of Washington, uzyskując dyplom z wychowania fizycznego. Po zakończeniu studiów przez dwa lata służył w United States Army, następnie wrócił na uniwersytet, gdzie był prodziekanem.